# La donna e il mostro
La donna e il mostro (The Lady and the Monster), riedito anche come Il cervello mostro, è un film horror fantascientifico del 1944 per la regia di George Sherman. È tratto dal romanzo del 1942 Il cervello mostro o Il cervello di Donovan (Donovan's Brain) di Curt Siodmak, che in seguito ha ispirato anche i film Il cervello di Donovan (1953) e L'uomo che vinse la morte (1962).
Il film narra dei tentativi di mantenere vivo il cervello di un multimilionario dopo la sua morte, solo per creare un mostro telepatico. L'uomo prende poi il sopravvento sulla mente dell'assistente medico e tocca a una donna lottare per salvarlo.

## Trama
Il professor Franz Mueller è l'orgoglioso proprietario di un laboratorio scientifico avanzato, costruito da lui stesso in un vecchio castello nel mezzo dell'arido deserto dell'Arizona. Mueller è specializzata nelle ricerche sul cervello umano ed è tanto ossessionato da condurre esperimenti sul tessuto cerebrale, ritenendo che un cervello umano possa essere mantenuto in vita anche dopo la morte di un uomo. Egli ritiene inoltre che la conoscenza contenuta nel cervello di una persona deceduta possa essere trasferita a un'altra persona.
Mueller è assistito nei suoi tentativi di dimostrare la sua teoria da un collega, Patrick Cory, e dalla sua giovane assistente cecoslovacco-americana, Janice Farrell. Mueller è dolorosamente consapevole del fatto che i suoi due assistenti sono attratti l'uno dall'altra, ma dal momento che Mueller si è innamorato di Janice fa ogni cosa in suo potere per tenerli separati e cercare di migliorare le proprie possibilità.
Quando, una notte, un aereo si schianta nel deserto vicino al laboratorio, a Mueller viene chiesto dai ranger che indagano sulle cause dell'incidente di prendersi cura dell'unico sopravvissuto fino all'arrivo di un medico. L'uomo tuttavia muore prima che il medico giunga e viene dichiarato deceduto. In attesa che qualcuno venga a prendere il cadavere, Mueller decide di provare la sua teoria sulla sopravvivenza del cervello. Con l'aiuto dei suoi strumenti è in grado di determinare che il cervello dell'uomo è ancora abbastanza vitale da poter essere usato, quindi con l'aiuto di Cory lo rimuove dal corpo. Essi sono anche in grado di determinare, dalla ricerca effettuata sui vestiti del morto, che il corpo apparteneva a un infame banchiere d'investimenti di nome William H. Donovan.
La mattina seguente la moglie del defunto banchiere, la signora Chloe Donovan, giunge con l'avvocato di famiglia Eugene Fulton per traslare i resti. All'arrivo l'avvocato chiede a Mueller quali fossero state le ultime parole del defunto e Mueller gli dichiara che non ve n'erano state, dal momento che l'uomo era morto senza aver ripreso coscienza dopo l'incidente. Non credendo che Mueller sia del tutto sincero, Fulton rimane nei dintorni per indagare sulle ultime ore di vita di Donovan. Nonostante le suppliche di Janice, Cory si ostina a rimanere al castello per terminare l'esperimento con il cervello. Fulton scopre che il cervello di Donovan è ancora intatto in un contenitore, tuttavia non agisce per recuperarlo dagli scienziati, permettendo loro di continuare l'esperimento, ben consapevole che Donovan non ha lasciato un centesimo alla moglie nel suo testamento. Fulton ha un interesse al riguardo, poiché egli è l'amante della signora Donovan e spera segretamente che lo scienziato riesca a far funzionare il cervello, così da estrarre le informazioni su dove il signor Donovan ha nascosto la propria fortuna.
Quando Mueller e Cory trattano il cervello con il plasma, esso acquisisce la capacità di comunicare attraverso la telepatia. Il cervello dice a Cory di andare alla prigione federale di Los Angeles. La stimolazione del plasma continua con dosi sempre più elevate, anche se Janice tenta di interrompere il trattamento, e ben presto la mente di Cory viene interamente controllata dal cervello di Donovan. Del tutto assoggettato, Cory parte per la prigione federale di Los Angeles e riesce a prelevare dei contanti da uno dei conti nascosti del banchiere scomparso. Egli riesce anche a convincere la polizia a riaprire l'inchiesta nei confronti di un uomo condannato per omicidio, Roger Collins. Ancora sotto l'influenza di Donovan, Cory fa visita a Collins nella prigione.
Il cervello di Donovan continua a mantenere sotto una totale influenza Cory. Attraverso Cory, il cervello cerca di obbligare l'avvocato Fulton ad aiutarli a liberare Collins dal carcere, ma Fulton rifiuta sostenendo che vi sono prove schiaccianti contro di lui. Un'adolescente di nome Mary Lou ha assistito al crimine e fino a quando lei rimane della sua versione il caso è troppo arduo. Nel tentativo di liberare Cory dall'influenza del cervello di Donovan, Janice scopre da un investigatore di nome Grimes, assunto dalla signora Donovan e da Fulton, che Cory sta cercando di corrompere i testimoni perché ritirino le loro dichiarazioni. Grimes è a conoscenza degli affari sporchi di Donovan e ritiene che ci potrebbe essere una connessione tra Collins e i primi tentativi di Donovan di sbarazzarsi di alcune controparti commerciali riluttanti. Egli sospetta inoltre che Donovan cercherà di sbarazzarsi nello stesso modo di Mary Lou, usando il corpo di Cory. Cory effettivamente costringe Janice ad andare con lui in macchina mentre tenta di investire Mary Lou. Quando Janice lo ferma, lui cerca di uccidere anche lei.
In un accesso di gelosia, la governante di Mueller e sua aspirante amante somministra dei sedativi al cervello, il quale perde il suo controllo su Cory, che riacquista così la sua coscienza. Cory, risvegliatosi, rivela a Janice che Collins è il figlio ignoto di Donovan, e che è stato lo stesso Donovan a commettere l'omicidio per cui Collins era stato condannato. Tornato al castello in Arizona, Cory cerca di interrompere l'esperimento, ma è ostacolato da Mueller. Mentre stanno lottando, Mueller rimane colpito dalla governante e il contenitore col cervello finisce fracassato a terra. Cory si impegna a far liberare Collins e Janice attende che lui completi una breve pena detentiva causata dal suo coinvolgimento nell'esperimento del cervello.

## Produzione
Il film fu realizzato dal direttore della Republic Pictures Herbert J. Yates per promuovere il decollo artistico della futura moglie e attrice Vera Ralston (più giovane di lui di quarant'anni).

## Distribuzione
Il film ha ottenuto il nulla osta n. 3591 del 22 giugno 1954. Nel 1976 è stato ridistribuito col titolo Il cervello mostro.

## Critica
Secondo Il Morandini, "è un thriller fantachirurgico non privo di fascino anche se avaro di forti emozioni" e "uno dei tanti film in cui recitò Stroheim per sopravvivere."
Secondo Fantafilm, risulta "dominato dalla forte personalità di Erich von Stroheim, nella parte del dottor Muller.
Di un certo pregio è il lavoro di John Alton, responsabile della fotografia, che aggiunge alla macabra vicenda un giusto tocco di cupa atmosfera espressionistica."

## Rifacimenti e opere derivate
Il cervello di Donovan (Donovan's Brain) del 1953 diretto da Felix E. Feist è il remake del film. Dallo stesso soggetto è anche stato tratto il film L'uomo che vinse la morte (The Brain, 1962) di Freddie Francis.
La morte viene dal passato (Hauser's Memory), un film per la televisione del 1970, è invece basato sul romanzo Hauser's Memory, un riadattmento del 1968 di Curt Siodmak del  suo precedente romanzo Il cervello di Donovan.